# Reginleif Trubetsky
Reginleif Trubetsky, född 20 september 1989 i Linköping, är en svensk skådespelerska.

## Biografi

### Familj
Reginleifs pappa är filmregissören och sångaren Tony Blackplait.

## Filmografi
1. Millennium (1998, VHS, 90 min.) [3][4]
2. I Love America (Ma armastan Ameerikat; 2001, VHS, 140 min.) [5][6]
3. The Fall of Eastern Europe (Sügis Ida-Euroopas; 2004, 2DVD, 185 min.) [7][8]
4. Punk Princess (Punk ja perekond; a film about her; 2005, VHS, 26 min.) [9][10]
5. New York (2006, DVD, 140 min.) [11]
6. Pirates of Destiny (2007, DVD, 153 min.) [12][13]
7. Õnne 13 (2007) [1]
8. A Place That Changed My Life (2011, regissör Mikko Fritze) [14][15]
9. The Swindle Continues (2012, DVD, 176 min.) [16][17]
10. New York Tour (2012, DVD, 120 min.) [18][19]
11. Nordsjö (Vuosaari; 2012, DVD, blu-ray, 125 min.) [20][21]
12. Free Range (2013) [1]

## Diskografi

### medThe Flowers of Romance
1. Sue Catwoman (MFM Records, 2004, CDEP) [22][23][24]
2. Sue Catwoman (The Flowers Of Romance, 2004, CD) [25][26]
3. Paris (Līgo, 2006, CD) [27][28]

### med Vennaskond
1. Anarhia Agentuur (Elwood, 2011, CD) [29]
2. Linn Süütab Tuled (Līgo, 2014, LP) [30][31]

### med The Flowers of the Universe
1. The Glamrocker's Guide to the Galaxy (Līgo, 2015, CD)[32][33][34][35]

### medThe Wild Cats
1. We Come in Peace (Līgo, 2020, LP)[36][37][38]